# 吉常在 (雍正帝)
吉常在，姓氏及出身均𣎴詳，清朝雍正帝之常在，並未葬於泰陵妃園寢，原因不明:357。

## 生平
目前並不清楚吉常在是在何時、以何方式被雍正帝收為後宮主位。雍正元年二月十四日，雍正帝下旨曰：「奉太后額娘懿旨，年氏側福晉封為貴妃，李氏側福晉、錢氏格格封為妃，宋氏格格、耿氏格格封為嬪」，沒有吉常在之名，似乎表明她並非雍正帝潛邸時的侍妾。雍正十三年年底，當時仍在世的雍正帝常在有四位，依次為李常在、馬常在、春常在與吉常在，吉常在排在第四位。
泰陵妃園寢中並沒有以吉常在之名葬入的後宮主位，研究學者王冕森先生認為有兩種可能：一是吉常在是以另外一種稱呼入葬泰陵妃園寢，二是吉常在與康熙帝老貴人的情況相似，是「隨常加封」之人，未曾奉御，所以未能夠葬入皇陵:357。有關後宮內「隨常加封」之人的記載，可見於雍正六年四月二十一日雍正帝就康熙帝易貴人病逝之事所下達的旨意。該旨意稱讓曾奉御的易貴人入葬景陵妃園寢尚可，並且規定了以後曾經奉御的聖祖貴人才可以葬入皇陵，隨常加封者則不可。實際上，嘉慶年間，有掌儀司來文稱為曹八里屯祭祀應用咈哆一百四十八座，襄昭親王墳上安放格格用咈哆八座，「答應、常在用咈哆二座」，奶子本珠媽媽、蒙古格格、八公主、祥答應、宛答應用咈哆一座，以上咈哆一百六十三座，這似乎亦表明部分常在、答應葬於妃園寢以外的地方，但仍然享有官方祭祀。

## 影視作品
- 電視劇

| 年份 | 劇名   | 演員   | 劇中姓名 | 劇中稱謂    | 註解 |
| 2018 | 如懿傳 | 徐美玲 | 吉嬪     | 吉嬪→吉太嬪 |      |